# 老桥 (阿尔比)

老桥（法语：Pont Vieux）是法国西南部塔恩省阿尔比的一座中世纪古桥，跨塔恩河，建于11世纪，长150米。
1921年，老桥被列为法国历史古迹。2010年，老桥作为阿尔比主教城的一部分，被列为世界遗产。